# Кузьмін Тарас Леонідович
Тар́ас Леон́ідович Кузьм́ін (30 січня 1981, Одеса — 4 листопада 2022, Терни, Донецька область) — український військовослужбовець, учасник російсько-української війни.

## Життєпис
Тарас Кузьмін народився 30 січня 1981 року в Одесі. 1998 року закінчив Одеську гімназію № 66. З жовтня 1998 року до березня 2000 року навчався в Одеському інституті внутрішніх справ, після чого проходив строкову службу в ЗСУ.
Проживав у місті Чорноморськ. У 2000-ні роки виїхав за кордон, багато років проживав в Аргентині.
15 березня 2022 року, після початку повномасштабного вторгнення Росії в Україну, разом із братом повернувся до України та вступив до 49-го окремого штурмового батальйону «Карпатська Січ». Вільно володіючи іспанською мовою, Тарас Кузьмін очолив роту, до складу якої входили іспаномовні добровольці, які також долучилися до оборони України.
Тарас Кузьмін загинув 4 листопада 2022 року в бою в населеному пункті Терни на Донеччині. Указом Президента України № 246/2023 від 23 квітня 2023 року Тарас Кузьмін нагороджений орденом «За мужність» ІІІ ступеня (посмертно).

## Вшанування
- 30 квітня 2023 року встановлено меморіальну дошку в пам'ять про Тараса Кузьміна на території в Одеській гімназії № 66.[5]
- 26 липня 2024 року в Одесі перейменували вулицю на честь Тараса Кузьміна.[6]